# Horse Girl
Horse Girl is een Amerikaanse dramafilm uit 2020 onder regie van Jeff Baena. Hoofdrolspeelster Alison Brie en hij schreven samen het scenario, dat grotendeels werd gebaseerd op Brie's familiegeschiedenis. Haar oma kampte met paranoïde schizofrenie.

## Verhaal
De verlegen Sarah werkt in een hobbywinkel, woont samen met huisgenote Nikki en heeft amper tot geen sociaal leven. Wanneer ze niet werkt, doet ze aan zumba, bezoekt ze het graf van haar moeder en gaat ze vaak naar de stal waar haar voormalige paard Willow wordt verzorgd. Dit tot chagrijn van de eigenaren en tot ongeduld van Willows nieuwe berijdster.
Wanneer Sarah alleen thuiszit op haar verjaardag, nodigt Nikki Darren uit, de huisgenoot van haar vriend Brian. Ze vieren zo samen toch een feestje. Het klikt daarbij meteen tussen Sarah en Darren, die de volgende dag terugkomt en haar mee uit vraagt. Sarah zegt volmondig ja. Later op haar werk krijgt ze een van haar vele bloedneuzen. Terwijl ze wacht tot die over gaat, ziet ze buiten een man lopen die ze meent te hebben gezien in een droom. De volgende dagen heeft Sarah black-outs, hoort ze een vrouwenstem terwijl ze alleen thuis is en kan ze op een ochtend haar auto niet meer vinden. Haar werkgeefster Joan raadt Sarah aan om naar een dokter te gaan, ook omdat psychische aandoeningen vaker voorkomen in haar familie.
Sarah raakt ervan overtuigd dat ze het slachtoffer is van ontvoeringen door buitenaardsen en dat ze een kloon is van haar grootmoeder. Ze deelt deze gedachten met Darren. Hij vindt wat hem voorkomt als een beetje kletsen over complottheorieën in eerste instantie vermakelijk. Wanneer Sarah wil dat hij haar helpt om haar oma op te graven om DNA te kunnen vergelijken, trekt hij een grens. Dit tot ontsteltenis van Sarah, die zich verraden voelt.
Sarah gaat thuis douchen, maar wanneer ze de badkamer uitstapt staat ze plotseling naakt op haar werk. Joan vangt haar op en schakelt hulpverlening in. Zo wordt Sarah opgenomen in een psychiatrisch ziekenhuis. Hier sluipt ze 's nachts naar buiten. Ze haalt stof bij de hobbywinkel en maakt daarvan pakken die Willow en haar bescherming moeten bieden. De staleigenaar betrapt haar bij het paard en jaagt haar weg. Sarah maakt vervolgens een deur van stof die toegang biedt tot de witte kamer waar ze regelmatig over droomt. Hier ziet ze hoe vage gestaltes zich bezighouden met de lichamen van mensen over wie ze herhaaldelijk heeft gedroomd. Sarah verlaat het vertrek door een raam en stapt in bed bij haar jeugdvriendin Heather. Wanneer ze wakker wordt, bevindt ze zich echter in bed bij een medepatiënt in het psychiatrisch ziekenhuis, die ook voorkwam in haar droom. Wanneer Sarah haar hierover vertelt, herkent die elementen daarvan uit haar eigen dromen. Sarah ziet dit als een bevestiging van ontvoering door buitenaardse wezens.
Sarah wordt ondanks scepsis van haar maatschappelijk werker na 72 uur ontslagen uit het psychiatrisch ziekenhuis. Ze past haar kapsel aan zodat dit op dat van haar oma lijkt en trekt dier jurk aan. Daarna haalt ze stiekem Willow van stal en gaat met het paard naar een bos. Op een open plek gaat ze op de grond liggen. Even later verschijnt er een ruimteschip en zweeft Sarah omhoog tot ze verdwijnt.

## Rolverdeling
| Acteur              | Personage    |
| ------------------- | ------------ |
| Alison Brie         | Sarah        |
| Molly Shannon       | Joan         |
| Debby Ryan          | Nikki        |
| John Reynolds       | Darren       |
| John Ortiz          | Ron          |
| Jay Duplass         | Ethan        |
| Paul Reiser         | Gary         |
| Matthew Gray Gubler | Darren Colt  |
| Robin Tunney        | Agatha Kaine |

## Release en ontvangst
Horse Girl ging op 27 januari 2020 in première op het Sundance Film Festival en werd vanaf 7 februari 2020 uitgezonden op Netflix. De film kreeg gemengde kritieken van de filmcritici, met een score van 71% op Rotten Tomatoes, gebaseerd op 58 beoordelingen.